# Little Wheel Spin and Spin
Little Wheel Spin and Spin è il terzo album di Buffy Sainte-Marie, pubblicato dalla Vanguard Records nel maggio del 1966. 

## Tracce
Brani composti da Buffy Sainte-Marie, eccetto dove indicato
Lato A
1. Little Wheel Spin and Spin – 2:26
2. House Carpenter – 3:43 (Arrangiamento e parole aggiunte di Buffy Sainte-Marie)
3. Waly, Waly – 3:45 (Brano tradizionale, arrangiamento di Buffy Sainte-Marie)
4. Rolling Log Blues – 3:28
5. My Country 'Tis of Thy People You're Dying – 6:43
6. Men of the Fields – 1:55

Lato B
1. Timeless Love – 2:40
2. Sir Patrick Spens – 5:10 (Brano tradizionale, arrangiamento di Buffy Sainte-Marie)
3. Poor Man's Daughter – 2:55
4. Lady Margaret – 1:40 (Brano tradizionale, arrangiamento di Buffy Sainte-Marie)
5. Sometimes When I Get to Thinkin' – 3:35
6. Winter Boy – 2:10

## Musicisti
- Buffy Sainte-Marie - chitarra, scacciapensieri (jew's harp - mouthbow), voce, arrangiamenti
- Russ Savakus - basso
- Bruce Langhorne - chitarra elettrica (brani: Little Wheel Spin and Spin, Rolling Log Blues e Sometimes When I Get to Thinkin')
- Patrick Sky - seconda chitarra (brano: Men of the Fields)
- Lottie Kimbrough - coro (brano: Rolling Log Blues)
- Felix Pappalardi - conduttore orchestra, arrangiamenti (brano: Timeless Love)
- Eric Weissberg - chitarra (brano: Sometimes When I Get to Thinkin')[3]